# 臺灣噶瑪蘭縣頭圍縣丞
臺灣府噶瑪蘭廳頭圍縣丞是台灣於清朝所立的官職，品等正八品，與噶瑪蘭通判並設。

## 歷任
- 溫溶(1814年—1819年)
- 丁嘉植(1819年—1829年)
- 牛壽增(1829年—1839年)
- 易金杓(1839年—1846年)
- 王霈(1846年—？)